# لويس جويل
لويس جويل (بالإنجليزية: Louis Joel)‏ (12 سبتمبر 1864 - 6 مايو 1949) هو لاعب كريكت نيوزلندي.

## وصلات خارجية
- لويس جويل على موقع إي آس بي آن كريك إنفو (الإنجليزية)